# Stenorhynchus debilis
Stenorhynchus debilis is een krabbensoort uit de familie van de Inachidae. De wetenschappelijke naam van de soort is voor het eerst geldig gepubliceerd in 1871 door Smith.